# Захари Начев
Захари Начев е свещеник в Ловеч през 1850-те години.
Спомоществовател за изданието на 7 книги (1852-1858), вкл. на „Евангелие поучително“ на Софроний Врачански.